# مستشفى الصحة النفسية ومعالجة الإدمان
مستشفى الصحة النفسية ومعالجة الإدمان بحائل يقع المستشفى في المملكة العربية السعودية بمدينة حائل يتكون المستشفى من 200 سرير بمساحة 105000 متر مربع.